# Panruti
Panruti es una ciudad y municipio situada en el distrito de Cuddalore en el estado de Tamil Nadu (India). Su población es de 60323 habitantes (2011). Se encuentra a 24 km de Cuddalore y a 186 km de Chennai

## Demografía
Según el censo de 2011 la población de Panruti era de 60323 habitantes, de los cuales 30216 eran hombres y 30107 eran mujeres. Panruti tiene una tasa media de alfabetización del 85,01%, superior a la media estatal del 80,09%: la alfabetización masculina es del 90,83%, y la alfabetización femenina del 79,19%.